# Мілл-Нек (Нью-Йорк)
Мілл-Нек (англ. Mill Neck) — селище (англ. village) в США, в окрузі Нассау штату Нью-Йорк. Населення — 1054 особи (2020).

## Географія
Мілл-Нек розташований за координатами 40°52′56″ пн. ш. 73°33′32″ зх. д. / 40.88222° пн. ш. 73.55889° зх. д. (40.882186, -73.558941).  За даними Бюро перепису населення США в 2010 році селище мало площу 7,59 км², з яких 6,76 км² — суходіл та 0,83 км² — водойми.

## Демографія
Згідно з переписом 2010 року, у селищі мешкало 997 осіб у 379 домогосподарствах у складі 288 родин. Густота населення становила 131 особа/км².  Було 440 помешкань (58/км²).
Расовий склад населення:
| - 89,7 % — білих - 6,2 % — азіатів - 1,2 % — чорних або афроамериканців - 1,6 % — осіб інших рас |

До двох чи більше рас належало 1,3 %. Частка іспаномовних становила 5,7 % від усіх жителів.
За віковим діапазоном населення розподілялося таким чином: 19,5 % — особи молодші 18 років, 60,5 % — особи у віці 18—64 років, 20,0 % — особи у віці 65 років та старші. Медіана віку мешканця становила 50,6 року. На 100 осіб жіночої статі у селищі припадало 89,9 чоловіків;  на 100 жінок у віці від 18 років та старших — 87,6 чоловіків також старших 18 років.
Середній дохід на одне домашнє господарство  становив 279 684 долари США (медіана — 140 000), а середній дохід на одну сім'ю — 318 030 доларів (медіана — 171 875). За межею бідності перебувало 3,6 % осіб, у тому числі 2,3 % дітей у віці до 18 років та 0,0 % осіб у віці 65 років та старших.
Цивільне працевлаштоване населення становило 499 осіб. Основні галузі зайнятості: освіта, охорона здоров'я та соціальна допомога — 24,8 %, науковці, спеціалісти, менеджери — 20,0 %, фінанси, страхування та нерухомість — 16,6 %.